# Diamesa starmachii
Diamesa starmachii är en tvåvingeart som beskrevs av Kownacki 1970. Diamesa starmachii ingår i släktet Diamesa och familjen fjädermyggor. Inga underarter finns listade i Catalogue of Life.